# Epuraea longiclavis
Epuraea longiclavis är en skalbaggsart som beskrevs av Sjöberg 1939. Epuraea longiclavis ingår i släktet Epuraea, och familjen glansbaggar. Enligt den svenska rödlistan är arten nära hotad i Sverige. Arten förekommer i Götaland, Svealand, Nedre Norrland och Övre Norrland. Artens livsmiljö är skogslandskap, våtmarker.